# Березники (зупинний пункт)
Бере́зники — пасажирський залізничний зупинний пункт Куп'янської дирекції Південної залізниці.
Розташований за кількасот метрів від села Канівцеве, Великобурлуцький район, Харківської області на лінії Оливине — Огірцеве між станціями Шипувате (6 км) та Бурлук (5 км).
Станом на травень 2019 року щодоби чотири пари приміських дизель-поїздів здійснюють перевезення за маршрутом Вовчанськ — Куп'янськ-Вузловий.